# Christoph Spering
Christophe Spering, né le 23 juin 1959 à Simmern, est un chef d'orchestre et musicien d'église allemand.

## Biographie
Frère aîné du chef d'orchestre Andreas Spering (de), Christophe Spering étudie la musique d'église à l'Académie de musique de Cologne et puis devient directeur de musique d'église. Il est particulièrement connu pour son répertoire autour de l'interprétation musicale du XIXe siècle, en particulier Schumann et Mendelssohn.
Il fonde le Chœur musical de Cologne en 1985, et Le Nouvel orchestre en 1988. Il est également connu pour l'enregistrement de la Passion selon saint Matthieu de Jean-Sébastien Bach dans la version orchestrée par Mendelssohn en 1841.
Pour l'enregistrement d’Elias, op. 70 de Mendelssohn, Spering et son ensemble remportent le prix ECHO Klassik de la Deutsche Phono-Akademie.
Christophe Spering est actuellement cantor de l'église protestante de Cologne-Mülheim et vit à Kerpen.

## Enregistrements (sélection)
- Gioachino Rossini : Stabat Mater
- Wolfgang Amadeus Mozart : Requiem KV 626
- Luigi Cherubini : Les Deux Journées
- Felix Mendelssohn Bartholdy : Athalia
- Antonio Salieri : La Passione di Nostro Signore Gesù Cristo
- Antonio Casimir Cartellieri : La celebre Natività del Redentore
- Franz Schubert : Die Verschworenen
- Ludwig van Beethoven : Christus am Ölberge
- Josef Mysliveček : La Passione di Nostro Signore Gesù Cristo
- Johannes Wenzeslaus Kalliwoda : Symphonies nos 5 & 7
- Christoph Willibald Gluck/Richard Wagner : Iphigenia in Aulis
- Jean-François Lesueur : Oratorios pour le couronnement
- Robert Schumann : Le Pèlerinage de la rose